# The Days and Nights of Molly Dodd
The Days and Nights of Molly Dodd is een Amerikaanse tragikomische televisieserie. Hiervan werden 65 afleveringen gemaakt die oorspronkelijk van 21 mei 1987 tot en met 13 april 1991 werden uitgezonden op achtereenvolgens NBC en Lifetime.
The Days and Nights of Molly Dodd werd elf keer genomineerd voor een Primetime Emmy Award, waaronder vijf keer voor die voor beste hoofdrolspeelster in een comedyserie (Blair Brown). Bedenker Jay Tarses won in 1988 daadwerkelijk een Writers Guild of America Award voor het scenario van de aflevering 'Here's Why Cosmetics Should Come in Unbreakable Bottles'.

## Uitgangspunt
Molly Dodd is een gescheiden artistieke dertiger uit Manhattan die niet precies weet wat ze met haar leven wil, noch op romantisch noch op professioneel vlak. Ze probeert hierachter te komen door verschillende banen uit te proberen en relaties met verschillende mannen aan te gaan. Haar ex-man Fred geeft bovendien ook nog om haar en maakt nog steeds deel uit van haar leven.

## Rolverdeling
*Alleen acteurs die verschenen in meer dan tien afleveringen zijn vermeld
- Blair Brown - Molly Dodd
- James Greene - Davey McQuinn, de liftbediende in Molly's appartementencomplex
- Allyn Ann McLerie - Florence Bickford, Molly's moeder
- William Converse-Roberts - Fred Dodd, Molly's ex-man
- Richard Lawson - Nathaniel 'Nate' Hawthorne
- David Strathairn - Moss Goodman, Molly's baas bij Goodman Books
- George Gaynes - Arthur Feldman
- Maureen Anderman - Nina Shapiro, Molly's beste vriendin
- J. Smith-Cameron - Ramona Luchesse